# Quedas do Iguaçu
Quedas do Iguaçu é um município brasileiro do estado do Paraná. Sua população estimada, conforme dados do Instituto Brasileiro de Geografia e Estatística (IBGE) de 2017, era de 33 543 habitantes.

## História
Os primeiros moradores do local estabeleceram-se em março de 1911, na região chamada de Colônia Jagoda, sendo que os primeiros habitantes vieram do Rio Grande do Sul e tinham origens polonesas. O município passou a se chamar Campo Novo e era parte de Laranjeiras do Sul. O município de Quedas do Iguaçu foi criado através da Lei Estadual nº 5.668, de 18 de outubro de 1967, e instalado em 15 de dezembro de 1968, foi desmembrado de Laranjeiras do Sul.

## Esporte
No passado a cidade de Quedas do Iguaçu possuiu um clube no Campeonato Paranaense de Futebol, o União Quedas.